# 夢輝のあ
夢輝 のあ（ゆめき のあ、3月23日 - ）は、元宝塚歌劇団星組の男役スター。
北海道室蘭市、道立室蘭栄高等学校出身。身長169cm。愛称は「ねったん」。

## 来歴
1990年、宝塚音楽学校入学。
1992年、宝塚歌劇団に78期生として入団。入団時の成績は14番。雪組公演「この恋は雲の涯まで」で初舞台。
1993年、組まわりを経て雪組に配属。
1998年1月1日付で、宙組創設に伴う発足メンバーとして宙組へ組替え。同年、姿月あさと・花總まりトップコンビ大劇場お披露目となる「エクスカリバー」で、新人公演初主演。同年の「エリザベート」で2度目の新人公演主演。
2000年7月5日付で星組へと組替え。
2001年の「イーハトーヴ 夢」（バウホール・日本青年館公演）で、バウホール・東上公演初主演。
2003年3月23日、香寿たつき・渚あきトップコンビ退団公演となる「ガラスの風景／バビロン」東京公演千秋楽をもって、宝塚歌劇団を退団。

## 宝塚歌劇団時代の主な舞台

### 初舞台
- 1992年3 - 5月、雪組『この恋は雲の涯まで』（宝塚大劇場のみ）

### 組まわり
- 1992年6月、花組『白扇花集』『スパルタカス』（東京宝塚劇場のみ）
- 1992年8 - 10月、花組『心の旅路』『ファンシー・タッチ』（宝塚大劇場のみ）

### 雪組時代
- 1994年11月、『雪之丞変化』新人公演：むく犬の吉（本役：安蘭けい）
- 1995年5月、『JFK』新人公演：ピーター（本役：高倉京）『バロック千一夜』
- 1995年11月、『あかねさす紫の花』新人公演：海犬養連勝麻呂（本役：和央ようか）『マ・ベル・エトワール』
- 1996年2月、『エリザベート -愛と死の輪舞-』黒天使、新人公演：マックス公爵（本役：古代みず希）
- 1996年8月、『虹のナターシャ』新人公演：洪孫科（本役：安蘭けい）『La Jeunesse!』
- 1997年3月、『仮面のロマネスク』パスカル、新人公演：ジェルクール伯爵（本役：和央ようか）『ゴールデン・デイズ』
- 1997年9月、『真夜中のゴースト』カートランド、新人公演：ウイリアム（本役：安蘭けい）『レ・シェルバン』

### 宙組時代
- 1998年1月、『夢幻宝寿頌』『This is TAKARAZUKA!』（香港）
- 1998年3月、『エクスカリバー』ジョージ、新人公演：ジェイムズ（本役：姿月あさと）『シトラスの風』 新人公演初主演[4][5]
- 1998年6月、『嵐が丘』（バウ・東京特別・名古屋特別）ゲイル
- 1998年10月、『エリザベート -愛と死の輪舞-』エルマー、新人公演：トート（本役：姿月あさと） 新人公演主演[4][5]
- 1999年4月、『エクスカリバー』アンドリュー『シトラスの風』（全国ツアー）
- 1999年6月、『激情 -ホセとカルメン-』ロベルト『ザ・レビュー 99』
- 1999年9月、『TEMPEST -吹き抜ける九龍-』（バウ）プロスペロー・ネビル
- 2000年1月、『砂漠の黒薔薇』ハルン王子『GLORIOUS!!』
- 2000年6月、『FREEDOM』（バウ・東京特別）クラーク

### 星組時代
- 2000年8月、『黄金のファラオ』ラダック『美麗猫』
- 2000年10月、『花吹雪 恋吹雪』（バウ・東京特別）霧隠才蔵
- 2001年1月、『花の業平 -忍ぶの乱れ-』藤原国経『夢は世界を翔けめぐる -THE WORLD HERITAGE 2001-』
- 2001年3月、『ベルサイユのばら2001 -オスカルとアンドレ編-』ジェローデル
- 2001年6月、『イーハトーヴ 夢』（バウ・東京特別）宮澤賢治／ジョバンニ バウ・東上初主演[7][5]
- 2001年11月、『花の業平 -忍ぶ乱れ-』藤原国経『サザンクロス・レビューII』
- 2002年4月、『プラハの春』ヘス中佐／『LUCKY STAR!』
- 2002年9月、『蝶・恋』『サザンクロス・レビュー・イン・チャイナ』（中国公演）
- 2002年11月、『ガラスの風景』ピエトロ『バビロン -浮遊する摩天楼-』 退団公演[2][5]

## 受賞歴
- 1999年、『宝塚歌劇団年度賞』 - 1998年度努力賞[8]